# Шеберта (село)
Шеберта (бур. Шэбэртэ) — село в Нижнеудинском районе Иркутской области. Административный центр Шебертинского муниципального образования.

## География
Село находится у реки Шебертушка, в 70 км от Нижнеудинска и в 50 км от Тулуна. Рядом с селом проходят федеральная автомобильная дорога Р255 «Сибирь» и Транссиб. 

## История
В районе сёл Шеберта и Будагово в августе 2015 году был заасфальтирован последний грунтовый участок (с 1437 по 1454 км) на автодороге «Сибирь». Этот участок был последним «гравийным разрывом» на всём протяжении автодороги от Москвы до Владивостока. Фактически был построен новый участок дороги в объезд села.

## Топонимика
Название Шеберта происходит от бурятского шэбэр — чаща, густая заросль.

## Население
| 2002 | 2010 | 2011 | 2012 |
| ---- | ---- | ---- | ---- |
| 670  | ↘623 | ↘621 | ↘605 |

## Инфраструктура
Основа экономики — сельское хозяйство.
Действует Шебертинская больница, Шебертинская средняя общеобразовательная школа,

## Транспорт
Село доступно автотранспортом. В пешей доступности железнодорожная станция Шеберта.